# A Washington State Cougars férfikosárlabda-csapata
A Washington State Cougars férfikosárlabda-csapata a Pac-12 Conference tagjaként az NCAA I-es divíziójában képviseli a Washingtoni Állami Egyetemet. A csapat otthona az egyetem pullmani kampuszán található Beasley Amfiteátrum.

## Történet
A WSU férfikosárlabdacsapata 1902-ben alakult meg; 1917-ben a Helms Athletic Foundation és a Premo-Porretta Power Poll által visszamenőlegesen is elnyerték a nemzeti bajnoki címet. A csapat mérkőzései az 1970-es évek végén, George Raveling edzősége alatt vonzották a legtöbb nézőt.
Az 1980-as évektől a Cougars a Pacific Coast Conference és a Pac-10 Conference tagjaként játszott. Az 1990-es évek végén és a 2000-es évek elején zajló eredménytelen mérkőzéseket követően a csapatot Dick Bennett vezette újra sikerre. A 2004–2005-ös szezonban a csapat hallgatói támogatottsága megugrott. Bennett a 2005–2006-os szezon végén vonult vissza; helyére fia, Tony lépett.
A csapat Tony Bennett alatt érte el legtöbb győzelmét; az edző 2009-ben a Virginia Caveliershez távozott. Bennett kérésére a 2009-es futballdöntőre a Cougars csapata nem utazott el.

### 2006–2007
A Cougars a harmadik csoportba került, és az első selejtezőben 70–54-re legyőzte az Oral Robers Egyetemet, majd a Vanderbilt Commodores elleni mérkőzést kétszeres hosszabbítás után 78–74-re elvesztették. A csapat Pac-10-beli eredménye 13–5, összesített eredménye pedig 26–8 volt; ez az egy szezon alatti legtöbb győzelmük. A 2006–2007-es szezonban a WSU legyőzte az Arizona Wildcatst, az Arizona State Sun Davist, a USC Trojanst, az Oregon State Beaverst, valamint a California Golden Bearst is. A tornán az edzők a „TAY” („Turn-Around Year”, „a fordítás éve”) kitűzőt viseltek. Tony Bennett a szezon végén elnyerte a Naismith Év Edzője díját, amely a főiskolai kosárlabdaedzőknek adható legmagasabb kitüntetés.

### 2007–2008
2008-ban a Cougars az NCAA-bajnokság negyedik csoportjába került és a tizenharmadik csoportban szereplő Winthtrop Egyetemmel játszott; a 29–29-es félideji eredményt követően a WSU 71–40-re megnyerte a mérkőzést; az eredmény az elvárt kilenc pontos előnyt joval meghaladta.
Két egymásutáni eredményt követően a Cougars az iskola történetében először a Sweet Sixteenben játszhatott az első csoportban szereplő North Carolina Tar Heelsszel. A mérkőzést a Tar Heels nyerte 68–47-re; a Cougars összesített eredménye a szezon végén 26–9 volt.

## Bajnokságok

### NCAA
A csapat eddig hat NCAA-bajnokságon vett részt, eredményük 5–6.
| Év   | Csoport | Kör            | Ellenfél                   | Eredmény |
| ---- | ------- | -------------- | -------------------------- | -------- |
| 1941 | –       | Elite Eight    | Creighton Bluejays         | 48–39    |
| 1941 | –       | Final Four     | Arkansas Razorbacks        | 64–53    |
| 1941 | –       | National Final | Wisconsin Badgers          | 34–39    |
| 1980 | 5 ME    | Round of 48    | Penn Quakers               | 55–62    |
| 1983 | 8 W     | Round of 48    | Weber State Wildcats       | 62–52    |
| 1983 | 8 W     | Round of 32    | Virginia Cavaliers         | 49–54    |
| 1994 | 8 E     | Round of 64    | Boston College Eagles      | 64–67    |
| 2007 | 3 E     | Round of 64    | Oral Roberts Golden Eagles | 70–54    |
| 2007 | 3 E     | Round of 32    | Vanderbilt Commodores      | 74–78    |
| 2008 | 4 E     | Round of 64    | Winthrop Eagles            | 71–40    |
| 2008 | 4 E     | Round of 32    | Notre Dame Fighting Irish  | 61–41    |
| 2008 | 4 E     | Sweet Sixteen  | North Carolina Tar Heels   | 47–68    |

### NIT
A csapat eddig öt NIT-bajnokságon vett részt, eredményük 7–5.
| Év   | Kör               | Ellenfél                 | Eredmény |
| ---- | ----------------- | ------------------------ | -------- |
| 1992 | Első selejtező    | Minnesota Golden Gophers | 72–70    |
| 1992 | Negyeddöntő       | New Mexico Lobos         | 71–79    |
| 1995 | Első selejtező    | Texas Tech Red Raiders   | 94–82    |
| 1995 | Második selejtező | Illinois State Redbirds  | 83–80    |
| 1995 | Negyeddöntő       | Canisius Golden Griffins | 80–99    |
| 1996 | Első selejtező    | Gonzaga Bulldogs         | 92–73    |
| 1996 | Második selejtező | Nebraska Cornhuskers     | 73–82    |
| 2009 | Első selejtező    | Saint Mary’s Gaels       | 57–68    |
| 2011 | Első selejtező    | Long Beach State 49ers   | 85–74    |
| 2011 | Második selejtező | Oklahoma State Cowboys   | 74–64    |
| 2011 | Negyeddöntő       | Northwestern Wildcats    | 69–66    |
| 2011 | Elődöntő          | Wichita State Shockers   | 44–75    |

### CBI
A csapat eddig egy CBI-bajnokságon vett részt, eredményük 7–5.
| Év   | Kör            | Ellenfél             | Eredmény |
| ---- | -------------- | -------------------- | -------- |
| 2012 | Első selejtező | San Francisco Dons   | 89–75    |
| 2012 | Negyeddöntő    | Wyoming Cowboys      | 61–41    |
| 2012 | Elődöntő       | Oregon State Beavers | 72–55    |
| 2012 | Első döntő     | Pittsburgh Panthers  | 67–66    |
| 2012 | Második döntő  | Pittsburgh Panthers  | 53–57    |
| 2012 | Harmadik döntő | Pittsburgh Panthers  | 65–71    |

## Vezetőedzők
- John B. Evans (1901–03)
- James N. Ashmore (1904–05)
- Everett M. Sweeley (1905–07)
- John R. Bender (1907–08)
- Fred Bohler (1908–26)
- Karl Schlademan (1926–28)
- Jack Friel (1928–58)
- Marvel Harshman (1959–71)
- Bob Greenwood (1971–72)
- George Raveling (1972–83)
- Len Stevens (1983–87)
- Kelvin Sampson (1987–94)
- Kevin Eastman (1994–99)
- Paul Graham (1999–2003)
- Dick Bennett (2003–06)
- Tony Bennett (2006–09)
- Ken Bone (2009–14)
- Ernie Kent (2014–19)
- Kylie Smith (2019–)

Dick Bennett visszavonulása után a csapat edzője fia, Tony Benett lett, aki 17–16-os eredményt követően a 2008–09-es szezon végén a Virginia Cavaliershez távozott. Az ezt megelőző két évben a csapat kétszer is részt vehetett NCAA-bajnokságon.
2009 februárjában az új vezetőedző Ken Bone lett, akit 2014-ben Ernie Kent váltott. A 2019-es évtől kezdve a csapatot Kyle Smith segíti.

## Ellenfelek

### Gonzaga Bulldogs
A Gonzaga Egyetem egy spokane-i jezsuita intézmény, melynek Bulldogs egyesülete és a Cougars 1907 óta játszik egymással; a mérkőzéseket 2001 óta minden évben megrendezik. A 2007 decemberi játék volt az első, amikor a két csapat rangsoroltként játszott. A McCarthey Atlétikai Központban zajló mérkőzést a vendég WSU nyerte meg 51–47-es eredménnyel.

### Idaho Vandals
1959 óta a Cougars és a Vandals csapatai rendszeresen játszanak konferencián kívüli mérkőzéseket. 1964-ig a játékok sűrűsége szezononként négy mérkőzést volt, amely a következő évtizedben kettőre csökkent; azóta a két csapat évente találkozik (kivéve az 1990-es évek közepét, amikor ideiglenesen visszaállt a szezononkénti két mérkőzéses rend). A meccssorozat a környékbeli iskolák közti versengés legrégebbike.
Az első kosárlabda-mérkőzést 1976 januárjában játszották a Kibbie Dome-ban, ezt a WSU nyerte meg. A legnagyobb nézőszámú mérkőzés a Vandals-győzelemmel véget érő 1982 decemberi volt, amelyen tizenegyezer ember vett részt.
2017 decemberében a WSU 116–110-es eredménnyel vezetett a Vandals előtt, akiknek 91–64-es eredményük négy éven belül a harmadik győzelem. Az ezt megelőző 21 találkozóból 19-et a Cougars nyert meg.

### Washington Huskies
A két csapat az 1909–1910-es szezontól kezdve játszik egymással; a mérkőzéseket az 1916–1917-es szezontól kezdve évente játsszák. A The Seattle Times újságírója, Bud Withers megkérdőjelezte a „versengés” szó használhatóságát, mivel a két csapat soha nem szerepelt egyszerre NCAA-bajnokságon.
A 2019-es eredmények alapján a mérkőzéssorozatot a Huskies vezeti 183–104-es eredménnyel.

## Fordítás
Ez a szócikk részben vagy egészben  a   Washington State Cougars men's basketball című angol Wikipédia-szócikk ezen változatának fordításán alapul.  Az eredeti cikk szerkesztőit annak laptörténete sorolja fel. Ez a jelzés csupán a megfogalmazás eredetét és a szerzői jogokat jelzi, nem szolgál a cikkben szereplő információk forrásmegjelöléseként.